# Boddestorp
Boddestorp är en ort i Hällaryds socken i Karlshamns kommun i Blekinge län. SCB hade för bebyggelsen i orten och en del av grannbyn Tränsum mellan 1990 och 2023 avgränsat och namnsatt småorten Boddestorp och del av Tränsum. Från 2023 klassas bebyggelsen som del av av en av SCB nybildad tätort, Matvik och Boddestorp.